# Orthosilicate de tétraéthyle
L'orthosilicate de tétraéthyle (TEOS) est un composé chimique de la famille des alkoxydes de silicium, de formule Si(OCH2CH3)4 ou plus simplement Si(OEt)4. L'orthosilicate de tétraéthyle, abrégé TEOS (pour tetraethylorthosilicate), est généralement utilisé dans l'industrie dans les procédés sol-gel. Il est l'un des précurseurs de silice les plus utilisés pour les procédés sol-gel.
Le TEOS est généralement produit par alcoolyse du tétrachlorure de silicium SiCl4 dans de l'éthanol CH3CH2OH :
SiCl4 + 4 CH3CH2OH → Si(OCH2CH3)4 + 4 HCl.
Il est utilisé pour la réticulation de silicones et possède certaines applications comme précurseur du dioxyde de silicium SiO2 dans l'industrie des semi-conducteurs dans le cadre d'une réaction sol-gel. La propriété remarquable du TEOS est en effet de former du SiO2 par simple hydrolyse en libérant de l'éthanol CH3CH2OH :
Si(OCH2CH3)4 + 2 H2O → SiO2 + 4 CH3CH2OH.